# شكري العسلي
شكري بن علي بن محمد بن عبد الكريم بن طالب العسلي (1868 - 1916) أديب وسياسي عربي سوري.

## أسرته ونشأته
ولد في دمشق عام 1868. وأصل العسليين من قرية يلدا في ضواحي دمشق، كانوا يعرفون بآل الشرقطلي. وانتقلوا إلى دمشق سنة 1062هـ ولا تزال لهم أوقاف في يلدا.

## دراسته وعلومه
تلقى شكري العسلي دراسته الأولى في المدرسة البطريكية، ثم في المدرسة البستانية، ومنها إلى المدرسة الكلية الأمريكية ثم مدرسة عين تورا في لبنان، وأتم دراسته العليا في المدرسة الملكية في الأستانة، عاد إلى دمشق ليتدرب على الأعمال الإدارية في ديوان الحكومة. وكان والي دمشق آنذاك (ناظم باشا) فأظهر احتراماً وتقديراً لما وجد فيه من النبوغ والتفوق، كما اعتمد عليه اعتماداً كبيراً في المسائل الداخلية الدقيقة، وفي النواحي الإدارية والمالية، لتكون السنوات الثلاث التي قضاها في ملازمة الوالي مدرسة عملية كبرى استفاد منها الشيء الكثير، فأخذت معارفه وثقافته تنضج، خصوصاً أنه كان يلازم شيوخ عصره، وانتظم في حلقة دمشق الكبرى المعروفة بحلقة الشيخ طاهر الجزائري، وكانت هذه الحلقة تضم نخبة متميزة من رجال الفكر والأدب في دمشق يتدارسون ويتناقشون في قضايا الفكر والأدب، ويدعون إلى تعليم العلوم الحديثة مع الاهتمام بتاريخ العرب وتراثهم الفكري والعلمي، إضافة إلى الاقتباس من العلوم الغربية.

## معارضته لجمعية الاتحاد والترقي
وقد شارك شكري العسلي مشاركة فعالة في هذه الحلقة يستمع ويناقش فيما يدور من نقد لسوء الإدارة، والدعوة إلى المساواة والعدالة والحرية، والتنديد بالحكام واستبدادهم. وعندما أعلن الدستور العثماني عام 1908 كان العسلي في مقدمة المؤيدين لهذه الحركة الفكرية، وقد انتدبته الحكومة لإخماد ثورة في قضاء الطفيلة آنذاك. وولي قضاء الناصرة، ثم انتخب نائباً عن دمشق في مجلس المبعوثان العثماني بالرغم من معارضة الحكومة الإتحادية. وقد بقي العسلي محافظاً على اتحاديته وكان يحسن الظن بهم حتى انكشفت له الأمور على حقيقتها، ورأى بعينيه المؤامرات التي تحيكها زمرة الاتحاد والترقي على العرب، فكان جريئاً في نقد عنصريتهم، ونشر مقالاً شديد اللهجة في صحيفة النبراس ضد الحكومة الإتحادية وآخر في مجلة المقتبس.
كان العسلي من أشد خصوم الصهيونية، ونبه إلى خطرها مبكراً، وقد رفض اقتراح الإتحاديين ببيع ثلاثة ملايين دونم لليهود في فلسطين بمساعدة وزير المالية جاويد، فسقط المشروع بعد أن عارضه العسلي وكشف غاياته وأخطاره. وازداد نقد العسلي للاتحاديين، فضيقوا عليه الخناق في دورة المجلس النيابي التالية حتى أخفق.
وبعدما أعلنت حرب البلقان الناشئة عن طيش الاتحاديين وعدم تمكنهم وترويهم، ظهرت حركة الإصلاح في سوريا وانضم إليها الكتاب والعلماء والأعيان في عامة الأقطار، وكان في مقدمتهم العسلي. وعندما شعرت الحكومة الإتحادية بخطورة مقالات العسلي التي كان ينشرها في جريدة المقتبس، أغلقت الجريدة فاضطر العسلي إلى إصدار صحيفة أخرى أسماها (القبس) والذي يطالع مواد هذه الصحيفة يدرك غزارة المواد التي نشرها العسلي وسعة ثقافته وغزارة علمه.
وقد عُرف عن شكري العسلي أنه لا يحابي في مبدأ، ولا يهادن في الحق، ولا ينظر إلى الأمور من باب الربح والخسارة، إذ رفض تعيينه متصرفاً لمدينة اللاذقية بسبب عدم تنفيذ الحكومة الإصلاحات التي طالب بها أعضاء الجمعيات العربية الإصلاحية، وافتتح مع صديقيه فايز الغصين وعبد الوهاب المليحي مكتباً للمحاماة. ثم عرضت عليه وظيفة مفتشاً ملكياً لولاية حلب ومتصرفية الزور، فأرغمه رجال الإصلاح على القبول بها، وقد تميز بهذا العمل.
كان العسلي آية في الذكاء وقوة الذاكرة، يحفظ القصائد الطوال متى تليت على مسمعه مرة أو مرتين فقط. وكان مثالاً للإخلاص والصدق والمحافظة على الآداب غيوراً على المصلحة الوطنية. وقد أجمع كل من رآه بعد الحرب العالمية الأولى أنه كان أخلص الناس للجامعة العثمانية، و يشهد بذلك ليس العرب فحسب، بل كل من عرفه من الأتراك.

## إعدامه
نقم غلاة الأتراك على شكري العسلي بسبب رفضه اعتماد بيع قرية في فلسطين لليهود عندما كان يشغل منصب قائم مقام لمدينة الناصرة و تم اعدامه بفتوى ظالمة من أحد مشايخ دمشق الحاسدين لدى الباب العالي، فساقوه إلى الديوان العرفي بعاليه في لبنان، ونفذ فيه حكم الإعدام في ساحة الشهداء في دمشق في 6 أيار 1916، وكان آخر كلام نطق به على سدة المشنقة قوله تعالى: (ولا تحسبن الله غافلاً عما يعمل الظالمون).
بعد إعدام العسلي، نفى جمال باشا السفاح زوجته إلى أقصى بلاد الأناضول، وبعث سائر أعضاء أسرته إلى مجاهيل البلاد التركية.

## كتبه ومؤلفاته
كان شكري العسلي أديباً وروائياً وشخصية نادرة في عالم الإبداع والسياسة والفكر والإدارة، نبغ منذ فجر شبابه بما يمتلك من ملكات ومواهب وقدرات فائقة جعلته في طليعة رجال عصره. ترك عدداً من الأعمال هي:
- (القضاء والنواب ـ ط ) رسالة.
- (الخراج في الإسلام ـ ط) رسالة.
- (المأمون العباسي ـ خ) قصة.

نشر كثيراً من المقالات في الصحف والمجلات تعالج قضايا اجتماعية وأدارية وتربوية وأدبية، وكان يحب الرسم والمسرح ويشجعه.